# Aurigo
Aurigo (ligur nyelven Auìgu ) egy olasz község a Liguria régióban, Imperia megyében.

## Földrajz
A Guardiabella-hegy (1218 m) lejtőin helyezkedik el a Maro-völgyben.

## Története
A rendelkezésre álló kevés régészeti lelet miatt a település pontos alapítási ideje nem ismert. Erődje, amelyet a szaracén betörések ellen építettek a 8-9. században épülhetett. Neve, amelyik a 13. században bukkan fel először valószínűleg a latin apricus szóból ered, amelynek jelentése a napos, utalva fekvésére, ugyanis egy domb déli, napos oldalán épült fel. Más vélemények szerint a germán Aurigus tulajdonnévből származik elnevezése. A középkorban a ventimigliai grófok birtoka volt, a Genovai Köztársaság része. A 19. században Nizzához tartozott, s azzal együtt került vissza Franciaországtól az Olasz Királysághoz.

## Látnivalók
- Palazzo De Gubernatis Ventimiglia
- San Paolo templom

## Gazdaság
A település elsősorban  olivaolaj-termelésből valamint  borászatból él.

## Fordítás
- Ez a szócikk részben vagy egészben  az   Aurigo című olasz Wikipédia-szócikk fordításán alapul.  Az eredeti cikk szerkesztőit annak laptörténete sorolja fel. Ez a jelzés csupán a megfogalmazás eredetét és a szerzői jogokat jelzi, nem szolgál a cikkben szereplő információk forrásmegjelöléseként.